# William Watson (znanstvenik)
Sir William Watson  (London, 3. travnja 1715. – London, 10. svibnja 1787.), član Kraljevskog društva, bio je engleski liječnik i znanstvenik. Rane radove napisao je u području botanike. Pomogao je predstavljanju rada Carla Linnéa u Engleskoj. Propagirao je uvođenje Linnéove sistematike. U botanici se koristi autorska kratica Watson kad se citira botaničko ime. Po Watsonu se zove rod biljaka Watsonia. Watsonu najveće zasluge znanosti pripadaju u području eksperimentalne fizike, za što je 1745. dobio Copleyevu medalju. Godine 1746. zajedno s Johnom Bevisom uspio je poboljšati tzv. "Leydenovu bocu", najraniji oblik električnog kondenzatora. Pokazao je da se kapacitet Leydenove boce može povećati ako ju se iznutra obloži olovnom folijom. Iste je godine predložio da su dvije vrste elektriciteta, smolni i stakleni, o kojima je pisao du Fay, u stvari višak (pozitivni naboj) i manjak (negativni naboj) jednog fluida kojeg je nazvao električni eter (eng. electrical ether). Poslije je priznao da je istu teoriju neovisno razvio Benjamin Franklin, s kojim je poslije postao saveznik u znanosti i politici. Watsonov najvažniji rad u području medicine bio je An Account of a series of experiments, instituted with a view of ascertaining the most successful method of inoculating the small-pox iz 1768. 
Watson je postao član Kraljevskog društva 1741. godine. Potpredsjednik Kraljevskog društva je od 1772. godine.